# Catherine Lorent
Catherine Lorent (München, 1977) is een Duits-Luxemburgs kunsthistoricus en beeldende kunstenaar, die in haar werk gebruikmaakt van mixed media.

## Leven en werk
Lorent studeerde schilderkunst aan de Academie voor Schone Kunsten in Karlsruhe (1998-2003). Ze ging verder in de kunstgeschiedenis en behaalde haar master aan de Universiteit Parijs 1 Panthéon-Sorbonne (2004-2006). Ze promoveerde bij dr. Raphael Rosenberg (Ruprecht-Karls-universiteit) en prof. dr. Michel Pauly (Universiteit Luxemburg). In 2012 publiceerde ze haar proefschrift Die nationalsozialistische Kunst- und Kulturpolitik im Großherzogtum Luxemburg 1934-1944.
Catherine Lorent debuteerde met een expositie in de Galerie 19 Rouge in de stad Luxemburg (2001). Ze had sindsdien solo-exposities in onder meer Duitsland, Frankrijk, Luxemburg, Nederland en Oostenrijk. Ze is lid van de Association des artistes plasticiens du Luxembourg (AAPL) en de Cercle Artistique de Luxembourg (CAL). Op de Salons du CAL ontving ze in 2005 de Prix d'encouragement aux Jeunes Artistes en in 2011 de Prix Révélation. In 2011 was ze een van de genomineerden voor de Prix d'art Robert Schuman.
De kunstenares werkt geregeld aan projecten waarbij ze beeld en geluid combineert. In 2013 vertegenwoordigde ze Luxemburg op de 55e Biënnale van Venetië met het audiovisueel project Relegation, zij zei daarover: "Het is letterlijk een onderdompeling in wat ik een constellatie zou noemen, een atmosferische ruimte. In ieder geval is Relegation tegelijkertijd het oog en het oor; er is geen kloof tussen beide. Niets is afstandelijk of uitgesteld. Alles is open en onmiddellijk. Wat ik probeer te creëren is een onmiddellijke emotie."
Naar aanleiding van haar deelname aan de Salon du CAL 2021 ontving Lorent voor haar werk 7 vues phantastique sur la mer de Prix Grand-Duc Adolphe. Volgens de jury demonstreert het werk "het unieke universum van de kunstenaar die referenties en de meest uiteenlopende esthetieken vermengt: kunstgeschiedenis en populaire cultuur, maatschappijkritiek en theatraliteit, ironie en zachtheid. Met humor brengt het werk binnen een blazoen op de schaal van een landschap zeven zeegezichten samen, die elk verwijzen naar verschillende artistieke referenties, waaronder Hokusai en Van Gogh."

## Enkele werken

### Publicaties
- 2012: Die nationalsozialistische Kunst- und Kulturpolitik im Großherzogtum Luxemburg 1934-1944. Trier: Kilomedia. ISBN 978-3-89890-173-4
- 2011: "Kunst und Propaganda in der Weltausstellung", Hémecht, jaargang 63 (2011), n° 3, p. 315-326.

### Discografie
- Songs of Hyde&Seek 2011
- Resurrection Baby (Catherine Lorent 2007-2008)